# 乌费·埃尔贝克
乌费·埃尔贝克（丹麥語：Uffe Elbæk；1954年6月15日—），是丹麦的的政治家與教育家，曾於2011年至2012年出任丹麥文化部長；現任丹麥國民議會的議員及綠色政治政黨「替代」的創辦人兼黨魁。
額利貝克與其同性伴侶延斯·彼泽森（丹麥語：Jens Pedersen）已經註冊結婚。

## 外部連結
- 替代網站
- 競選網站